# Mateo Viñals
Mateo Viñals Moratorio (Uruguay, 7 de octubre de 1998), más conocido como Mateo Viñals, es un jugador profesional uruguayo de rugby que se desempeña en la posición de wing izquierdo en Peñarol Rugby, equipo perteneciente a la liga Super Rugby Américas.

## Carrera
Viñals comenzó su carrera deportiva con el equipo Carrasco Polo Club. En 2022 se unió a Peñarol Rugby, donde lleva jugando tres temporadas. También fue parte de la Selección de rugby de Uruguay.